# Draževići (Nova Varoš)
Pour les articles homonymes, voir Draževići.
Draževići (en serbe cyrillique : Дражевићи) est un village de Serbie situé dans la municipalité de Nova Varoš, district de Zlatibor. Au recensement de 2011, il comptait 369 habitants.

## Démographie
| 1948 | 1953 | 1961 | 1971 | 1981 | 1991 | 2002 | 2011 |
| ---- | ---- | ---- | ---- | ---- | ---- | ---- | ---- |
| 568  | 519  | 596  | 558  | 511  | 494  | 419  | 369  |

|  |